# Portret van Lucrezia Panciatichi
Portret van Lucrezia Panciatichi (Italiaans: Ritratto di Lucrezia Panciatichi) is een schilderij van de Italiaanse kunstschilder Agnolo Bronzino, gemaakt rond 1541, tempera op paneel, 102 × 85 centimeter groot. Het portret behoort tot de collectie van het Uffizi te Florence.

## Context
Lucrezia Panciatichi, geboren Sigismondo Pucci (1507-1572), was de vrouw van Bartolomeo Panciatichi (1507-1582) een vooraanstaand Florentijnse humanist en politicus. Het echtpaar behoorde tot de vriendenkring van Bronzino, die ook Bartelomeo in dezelfde periode portretteerde. De beide panelen zijn, hoewel aanvankelijk niet bedoeld als pendanten, sinds hun ontstaan altijd bij elkaar gebleven. Lange tijd waren ze in het bezit van de familie, sinds 1704 bevinden ze zich in het Uffizi, die ze nooit afzonderlijk uitleende.

## Afbeelding
Bronzino portretteert Lucrezia Panciatichi in een weelderige rode jurk, aan de bovenkant afgewerkt met kant. De mouwen zijn gepoft aan de bovenkant en geplooid aan de onderkant. Verwijderbare riempjes houden alles op de plek. Om haar middel draagt ze een riem met edelstenen. Om haar hals hangen twee gouden kettingen. Kleding en pose komen wat stijf over, maar stralen tegelijk een grote plastische elegantie uit. Het onderstreept haar adellijke afkomst en voornaamheid, waarvan ze zich ten volle bewust lijkt. De mimiek heeft iets strengs en afstandelijks en straalt volgens sommigen een zekere minachting uit. Anderen duiden het eerder als melancholie en wijzen op de tegenstelling tussen uiterlijke koelte en onderhuidse hartstocht, een contrast dat nog geaccentueerd wordt door het eigenzinnige, felle kleurgebruik tegen de egale donkere achtergrond, waardoorheen vaag een renaissancistisch bouwwerk zichtbaar is.

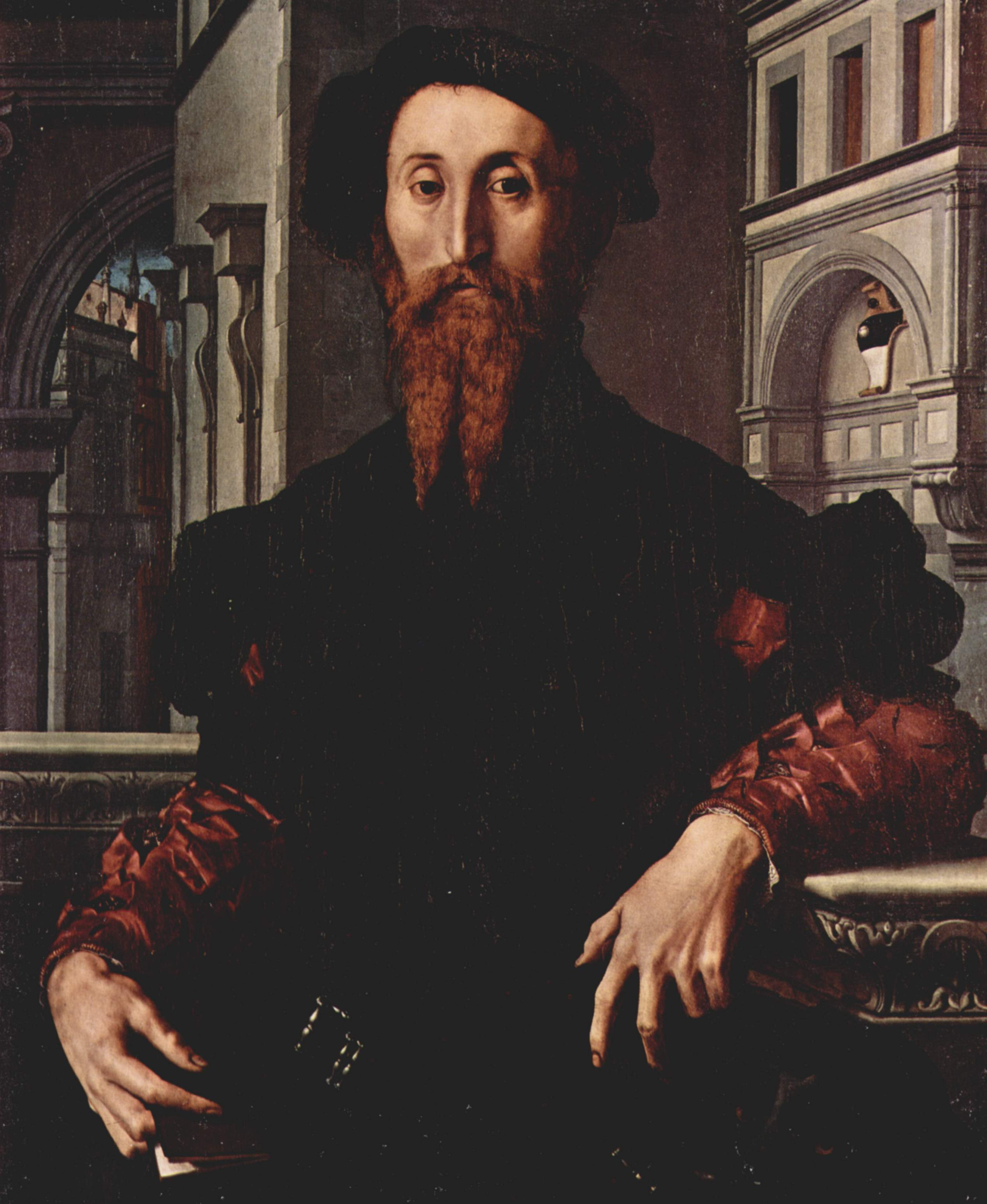
Bronzino's Portret van Bartolomeo Panciatichi, Lucretia's echtgenoot.

Door toevoeging van een aantal symbolische elementen probeert Bronzino nadrukkelijk iets persoonlijks mee te geven aan de geportretteerde schoonheid. Het open boek op haar schoot, waarop haar rechterhand rust, geeft het werk een persoonlijk accent. Aan de kortste halsketting hangt een diadeem met het in de rondte aaneengeschreven en doorlopende motto "amour dure sans fine", dat ook gelezen kan worden als "dure sans fine amour". Het verwijst naar een verhandeling over de liefde geschreven door de groothertog van Florence, Cosimo I de' Medici en staat in de ononderbroken vorm waarin het is geschreven voor continuïteit en oneindige liefde.

## Waardering
Portret van Lucrezia Panciatichi wordt gezien als een exemplarisch werk uit het maniërisme, een laatrenaissancistische stroming die elegantie centraal stelde en daarbij nadrukkelijk ook oog had voor persoonlijke aspecten in de kunst.
Schilder-schrijver Giorgio Vasari beschreef de twee portretten van het echtpaar Panciatichi reeds in 1550 als "zo onwaarschijnlijk natuurlijk dat ze werkelijk lijken echt te leven, begeesterd zijn".
Schrijver Henry James roemde de onderkoelde melancholie in Lucrezia' s portret en noemde het een belangrijke inspiratie bij de creatie van een aantal vrouwelijke hoofdpersonen in zijn werk.
Umberto Eco illustreerde met het portret in zijn Geschiedenis van de schoonheid het thema van de gratie: "Schoonheid is niets anders dan een gratie die ontstaat uit proportie en aanpassing, en uit de harmonie van de dingen" Het opende in zijn ogen de weg naar subjectieve en individuele opvattingen over wat "mooi" is.